# Kitchener (berg)
Kitchener is een berg die zich bevindt in het Columbia-ijsveld in het nationaal park Jasper en maakt daarmee deel uit van de Canadese Rocky Mountains. De berg kan worden gezien vanaf Icefields Parkway (Highway 93) in de buurt van de Sunwapta-bergpas.
Kitchener is door J. Norman Collie in eerste instantie Mount Douglas genoemd, naar de botanicus David Douglas. In 1916 werd de naam gewijzigd in Kitchener, wat een vernoeming was naar Lord Horatio Kitchener, een Britse oorlogsheld, staatsman en veldmaarschalk die kort voordien was gedood in de Eerste Wereldoorlog.

## Routes
- South West Slopes (normale route) I
- Grand Central Couloir V 5.9
- Ramp Route V 5.8